# Srinakharinwirot-Universität
Die Srinakharinwirot-Universität (thailändisch มหาวิทยาลัยศรีนครินทรวิโรฒ) ist eine öffentliche Universität im Zentrum der thailändischen Hauptstadt Bangkok.

## Lage
Die Hauptgebäude der Srinakharinwirot-Universität liegen auf dem Prasarnmit-Campus am Soi 23 der Thanon Sukhumvit (Nebenstraße 23 der Sukhumvit-Straße), dessen Gelände sich bis an die Soi 21 Sukhumvit („Soi Asoke“) erstreckt.

## Fachgebiete
Die Srinakharinwirot-Universität umfasst folgende Fakultäten und Institute:
- Fakultät für Pädagogik
- Fakultät für Geisteswissenschaften
- Fakultät für Schöne Künste
- Fakultät für Sozialwissenschaft
- Fakultät für Sportwissenschaft
- Fakultät für Naturwissenschaften
- Fakultät für Medizin
- Fakultät für Krankenpflege
- Fakultät für Pharmazie
- Fakultät für Zahnheilkunde
- Fakultät für Health Science
- Fakultät für Ingenieurwissenschaft
- Institut für visuelle und darstellende Kunst
- Institut für Verhaltenswissenschaft
- Institut Kunst- und Kulturgeschichte
- Institut Asien-Pazifik-Kunde
- Institut für Umwelt und Ressourcen
- Institut für Ökotourismus

sowie das Graduiertenkolleg.

## Geschichte
Die Srinakharinwirot-Universität wurde 1949 auf dem Campus Prasarnmit gegründet zunächst als Schule für Lehrer an höheren Lehranstalten. Sie war damit die erste höhere Lehreinrichtung, die sich ausschließlich auf die Ausbildung von Lehrern konzentrierte. Die Umgegend war seinerzeit geprägt von Sumpfgelände, Khlongs und Wasserlebewesen. Erster Direktor war Sarot Buasri. 1953 wurde sie in eine Pädagogische Hochschule umgewandelt und erhielt das Recht, den Bachelor-Grad für Pädagogik in einer Reihe von Fachgebieten zu verleihen.
Anschließend wurden eine Reihe von Ausbildungsgängen für Bachelor- und Master-Studiengänge entwickelt. 1964 erfolgte die Gründung von Zweigeinrichtungen in verschiedenen Regionen des Landes:
- im Norden der Campus Phitsanulok, seit 1990 die Naresuan-Universität
- im Nordosten der Campus Maha Sarakham, seit 1994 die Universität Maha Sarakham
- im Osten der Campus Bang Saen (Provinz Chon Buri), seit 1990 die Burapha-Universität
- im Süden der Campus Songkhla, seit 1996 die Thaksin-Universität

Am 28. Juni 1974 erhielt sie den Universitätsstatus.
Der Platzbedarf sprengte schließlich Anfang der 1990er Jahre die Möglichkeiten und so wurde 1996 ein neuer Campus in Amphoe Ongkharak, Provinz Nakhon Nayok, etwa 70 Kilometer entfernt, geschaffen.

## Campus
Heute hat die Srinakharinwirot-Universität zwei Universitätsgelände: Prasarnmit im Zentrum von Bangkok und Ongkharak im gleichnamigen Landkreis der Provinz Nakhon Nayok.

## Bekannte Absolventen
- Samphan Thongsamak (* 1942), Pädagogik; ehemaliger Bildungsminister
- Somkiat Pongpaiboon (* 1950), Pädagogik; Universitätsdozent und Co-Führer der Volksallianz für Demokratie („Gelbhemden“)
- Prinzessin Maha Chakri Sirindhorn (* 1955), entwicklungspolitische Bildung (Promotion)
- Suthachai Yimprasert (* 1956), Geschichte; Hochschullehrer
- Nirun Boonyarattaphan (* 1961); Schauspieler und Synchronsprecher
- Lalita Panyopas (* 1971), Pädagogik; Schauspielerin
- Phiyada Akkraseranee (* 1975); Schauspielerin